# Contentieux indonésio-malaisien
Pour des articles plus généraux, voir Accord de Manille et Droit des peuples à disposer d'eux-mêmes.
À partir des années 2000, de nombreux incidents ont terni les relations entre l’Indonésie et la Malaisie, qui partagent une langue (l'indonésien, langue nationale de l'Indonésie, est une variété de malais au même titre que le malais de Malaisie) et une histoire communes (jusqu'au traité de Londres de 1824 par lequel Anglais et Hollandais se partagent le monde malais. Les sujets de discorde sont divers.

## Litiges territoriaux
En février 2002, la société pétrolière nationale malaisienne Petronas accorde à Shell le bloc d'Ambalat près de Sipadan et Ligitan. L'Indonésie soutient que ce bloc est situé dans ses eaux territoriales. C'est dans ce contexte que le bâtiment "KD Rencong" de la marine malaisienne aborde le patrouilleur de la marine indonésienne "KRI Tedung Naga", en mission dans le secteur.
Les deux pays revendiquaient la souveraineté sur les îles de Ligitan et Sipadan au large de la côte nord-est de Bornéo. Fin 2002, la Cour internationale de justice de La Haye a tranché en faveur de la Malaisie.

## Travailleurs immigrés indonésiens en Malaisie

### En situation régulière
De nombreuses affaires de mauvais traitements que subissent des employées de maison indonésiennes de la part de leurs patrons malaisiens suscitent l'indignation en Indonésie. 240 000 Indonésiennes travaillent comme domestiques en Malaisie, payées 500 ringgits par mois (environ 20 €). Des milliers se sont enfuies. Un des cas les plus tragiques est celui d'une jeune femme qui, en juin 2007, essaya de s'enfuir du 15e étage d'un immeuble à l'aide d'une corde confectionnée avec des serviettes et des draps. En août, une autre domestique indonésienne fait la même tentative du 17e étage, tandis qu'on découvre le cadavre couvert de contusions d'une autre jeune femme dans une maison de Kuala Lumpur. L'assemblée nationale indonésienne a menacé de porter ces affaires devant la commission des Nations unies pour les Droits de l'Homme.

### En situation irrégulière
En 2002, le gouvernement malaisien introduit des punitions très dures pour les immigrés illégaux dans le pays, incluant des coups de canne. Cette décision suivait l'expulsion de quelque 400 000 travailleurs illégaux indonésiens. 
La chasse aux illégaux semble mener à de fréquents dérapages.
Ainsi, lors d'une opération de chasse aux illégaux, l'épouse de l'attaché culturel de l'ambassade d'Indonésie se retrouve ainsi détenue par la RELA, un corps de volontaires pour la sécurité, qui la traitent comme si elle était sans papiers.
La RELA semble s'illustrer par des actes peu louables, tels le vol de sept étudiants indonésiens ou une descente sur le domicile du président de l'association des étudiants indonésiens en Malaisie.

## Culture
Enfin, l'Indonésie reproche à la Malaisie d'avoir utilisé un chant folklorique des Moluques très populaire, "Rasa Sayange", dans le cadre de sa campagne touristique de 2007. Plus généralement, l'Indonésie dénonce les revendications malaisiennes sur nombre d'objets appartenant à l'héritage culturel indonésien, y compris le batik et le théâtre d'ombres wayang kulit. 

## Fait divers
Le 24 août 2007 au soir, Donald Kolopita, arbitre indonésien de karaté qui se trouvait dans l'État malaisien de Negeri Sembilan dans le cadre des championnats d'Asie 2007, est abordé dans la rue par 4 policiers en civil. Les prenant pour des voleurs, il se débat et s'enfuit. Les policiers le rattrapent et le battent. Kolopita est dans un tel état qu'il doit être rapatrié. Cet incident, aussitôt rapporté par la presse indonésienne, va déclencher une fureur dans l'opinion publique indonésienne. Le président indonésien Yudhoyono exprime sa préoccupation au ministre malaisien des Affaires Étrangères, de passage à Jakarta.
Les 4 policiers seront suspendus par leur hiérarchie.